# 대구서재초등학교 달천분교
대구서재초등학교 달천분교는 대구광역시 달성군 다사읍 다사로 515 (달천리)에 있었던 공립 초등학교이다.

## 연혁
- 1968년 3월 1일 다사국민학교 달천분교장 개설
- 1971년 3월 1일 달천국민학교 승격
- 1994년 9월 1일 서재국민학교로 편입 (서재국민학교 달천분교)
- 1995년 1월 1일 대구시로 편입 (대구서재국민학교 달천분교)
- 1996년 3월 1일 대구서재초등학교 달천분교장 (명칭 변경)
- 1999년 9월 1일 폐교